# They Came From the City
«They Came From The City» es el segundo sencillo del álbum debut de la cantante mexicana de rock alternativo Elan, titulado Street Child.

## Información
Tras mantener su primer sencillo Midnight 20 semanas en el primer lugar en las radios de Guadalajara y otras ciudades de México, lanza su segundo sencillo titulado They Came From The City, cuya letra y música está a cargo de la cantante.

## Video musical
El video musical fue dirigifo por David "Leche" Ruíz, que ya había trabajado con la banda en el video Midnight.
La historia del video surge de la película que vieron Elan y su hermano y productor Jan Carlo llamada "28 Days Later" (Exterminio), del director Danny Boyle, en la que un hombre despierta de un coma y se encuentra con una ciudad infestada de zombis por una extraña enfermedad, infectando a la gente a través de la sangre. A lo que Elan le dice a Jan Carlo que es así como han estado viviendo la vida, enfrentándose con "zombis", las gentes de compañías disqueras que los han tratado de volver monstruos, sobreviviendo a los mánagers, abogados, productores y gentes de las disqueras.
El video fue planeado por cuatro días y cuatro noches, en el que se tenía que expresar de forma visual la batalla en la que se encuentra el negocio y la música.